# Mads Holger - til farvel
|  | Denne artikel er oprettet af botten Steenthbot ud fra en ekstern database. Den kan derfor have sproglige fejl eller mangler. Denne skabelon kan fjernes efter kontrol af indholdet. |

Mads Holger - til farvel er en dansk dokumentarfilm fra 2018 instrueret af Pippi Olivia Norgaard Skov.

## Handling
Pippi Olivia Norgaard Skov har skabt et intimt og personligt portræt af sin storebror Mads Holger, som tog sit eget liv i sommeren 2016 i en alder af 38 år. Mads Holger var kendt som en livlig entreprenør, debattør og provokatør, der med sin skarpe pen og store armbevægelser satte umiskendeligt præg på København og den offentlige debat i Danmark. Men hvad foregik der bag den hårde facade, hvor al kritik og modgang tilsyneladende prellede af? Et år efter Mads Holgers død finder Pippi Olivia et afskedsbrev på hans computer, der afslører sider af hendes bror, som hun og resten af verden ikke kendte. Gennem samtaler med Mads Holgers venner og familie går hun på jagt efter svar. Hvem var mennesket Mads Holger, og hvorfor tog han sit eget liv?

## Medvirkende
- Mads Holger
- Ditte Giese
- Anne Sophia Hermansen
- Martin Krasnik